# Regla d'aprenentatge
La regla o procés d'aprenentatge d'una xarxa neuronal artificial és un mètode, lògica matemàtica o algorisme que millora el rendiment i/o el temps d'entrenament de la xarxa. Normalment, aquesta regla s'aplica repetidament a la xarxa. Es fa actualitzant els pesos i els nivells de biaix d'una xarxa quan es simula una xarxa en un entorn de dades específic. Una regla d'aprenentatge pot acceptar les condicions existents (pesos i biaixos) de la xarxa i compararà el resultat esperat i el resultat real de la xarxa per donar valors nous i millorats per als pesos i el biaix. Depenent de la complexitat del model real que es simula, la regla d'aprenentatge de la xarxa pot ser tan simple com una porta XOR o un error quadrat mitjà, o tan complexa com el resultat d'un sistema d'equacions diferencials.
La regla d'aprenentatge és un dels factors que decideix amb quina rapidesa o amb quina precisió es pot desenvolupar la xarxa artificial. Depenent del procés per desenvolupar la xarxa, hi ha tres models principals d'aprenentatge automàtic:
1. Aprenentatge no supervisat
2. Aprenentatge supervisat
3. Aprenentatge de reforç

## Rerefons
Molts dels mètodes d'aprenentatge de l'aprenentatge automàtic funcionen de manera semblant entre ells i es basen els uns en els altres, cosa que dificulta la seva classificació en categories clares. Però es poden entendre àmpliament en 4 categories de mètodes d'aprenentatge, tot i que aquestes categories no tenen límits clars i solen pertànyer a diverses categories de mètodes d'aprenentatge -
1. Hebbian - Neocognitron, estat del cervell en una caixa
2. Gradient Descent - ADALINE, Hopfield Network, Recurrent Neural Network
3. Competició - Quantificació vectorial d'aprenentatge, Mapa de característiques autoorganitzades, Teoria de la ressonància adaptativa
4. Estocàstic - Màquina Boltzmann, Màquina Cauchy

Cal tenir en compte que, tot i que aquestes regles d'aprenentatge poden semblar basades en idees similars, tenen diferències subtils, ja que són una generalització o aplicació respecte a la regla anterior i, per tant, té sentit estudiar-les per separat en funció dels seus orígens. i intencions.

## Aprenentatge Hebbian
Desenvolupat per Donald Hebb el 1949 per descriure l'activació de neurones biològiques. A mitjans de la dècada de 1950 també es va aplicar a les simulacions per ordinador de xarxes neuronals.
{\displaystyle \Delta w_{i}=\eta x_{i}y}
On {\displaystyle \eta } representa la taxa d'aprenentatge, {\displaystyle x_{i}} representa l'entrada de la neurona i, i y és la sortida de la neurona. S'ha demostrat que la regla de Hebb en la seva forma bàsica és inestable. La regla d'Oja, la teoria BCM són altres regles d'aprenentatge construïdes a sobre o al costat de la regla de Hebb en l'estudi de les neurones biològiques.

#### Regla d'aprenentatge de perceptrons (PLR)
La regla d'aprenentatge del perceptró s'origina a partir del supòsit de Hebbian, i va ser utilitzada per Frank Rosenblatt en el seu perceptró el 1958. La xarxa es passa a la funció d'activació (transferència) i la sortida de la funció s'utilitza per ajustar els pesos. El senyal d'aprenentatge és la diferència entre la resposta desitjada i la resposta real d'una neurona. La funció de pas s'utilitza sovint com a funció d'activació, i les sortides generalment es restringeixen a -1, 0 o 1.
Els pesos s'actualitzen amb
{\displaystyle w_{\text{new}}=w_{\text{old}}+\eta (t-o)x_{i}} on "t" és el valor objectiu i " o" és la sortida del perceptró, i {\displaystyle \eta } s'anomena taxa d'aprenentatge.
L'algorisme convergeix a la classificació correcta si:
- les dades d'entrenament són separables linealment *
- és prou petit (encara que més petit generalment significa un temps d'aprenentatge més llarg i més èpoques)

* També cal tenir en compte que un perceptró d'una sola capa amb aquesta regla d'aprenentatge és incapaç de treballar amb entrades linealment no separables i, per tant, el problema XOR no es pot resoldre amb aquesta regla sola.

### Retropropagació
Es diu que Seppo Linnainmaa l'any 1970 va desenvolupar l'algoritme de retropropagació , però els orígens de l'algorisme es remunten als anys 60 amb molts col·laboradors. És una generalització de l'algorisme dels mínims quadrats mitjans en el perceptró lineal i la regla d'aprenentatge Delta.
Implementa la cerca de descens de gradient a través de l'espai possibles pesos de xarxa, reduint iterativament l'error, entre els valors objectiu i les sortides de la xarxa.

#### Aprenentatge Widrow-Hoff (regla d'aprenentatge Delta)
Similar a la regla d'aprenentatge del perceptró però amb un origen diferent. Va ser desenvolupat per utilitzar-lo a la xarxa ADALAINE, que es diferencia del Perceptron principalment pel que fa a la formació. Els pesos s'ajusten segons la suma ponderada de les entrades (la xarxa), mentre que al perceptró el signe de la suma ponderada era útil per determinar la sortida, ja que el llindar es va establir en 0, -1 o +1. Això fa que ADALINE sigui diferent del perceptró normal.
1. L'error (δ) en DR no es limita a tenir valors de 0, 1 o -1 (com en PLR), però pot tenir qualsevol valor
2. DR es pot derivar per a qualsevol funció de sortida/activació diferenciable f, mentre que en PLR només funciona per a la funció de sortida llindar

De vegades només quan el Widrow-Hoff s'aplica a objectius binaris específicament, s'anomena Regla Delta, però els termes semblen utilitzar-se sovint de manera intercanviable. La regla delta es considera un cas especial de l'algorisme de retropropagació.
La regla delta també s'assembla molt al model de Rescorla-Wagner sota el qual es produeix el condicionament pavlovià.